# Porcellionides altarum
Porcellionides altarum är en kräftdjursart som först beskrevs av Karl Wilhelm Verhoeff1941.  Porcellionides altarum ingår i släktet Porcellionides och familjen Porcellionidae. Inga underarter finns listade i Catalogue of Life.